# Cantonul Audincourt
Cantonul Audincourt este un canton din arondismentul Montbéliard, departamentul Doubs, regiunea Franche-Comté, Franța.

## Comune
- Arbouans
- Audincourt (reședință)
- Courcelles-lès-Montbéliard
- Dasle
- Taillecourt